# Bad (Wale)
Bad è il singolo di lancio dell'album The Gifted del rapper statunitense Wale. A duetto è stato registrato con la cantante Tiara Thomas. Il singolo è stato scritto da loro stessi, registrato poi in studio a Los Angeles. In seguito è stato registrato un remix della canzone sostituendo Rihanna a Tiara Thomas.

## Video musicale
Wale ha commentato il video dicendo: "mi sentivo proprio come se fossi sul set di un film" aggiungendo che "nel video si vede una ragazza che cerca se stessa nella sua intimità e non ha trovato quello che voleva nell'amore o nella lussuria". Il video è stato diretto da Alexandre Moors ed ha esordito il 20 marzo.

## Date di pubblicazione
| Paese       | Data            | Formato           | Etichetta          |
| ----------- | --------------- | ----------------- | ------------------ |
| Stati Uniti | 5 febbraio 2013 | Download digitale | Def Jam Recordings |

## Remix
Della versione originale è stato fatto un remix, affiancando Rihanna a Wale. Prima dell'annuncio ufficiale della collaborazione la cantante delle Barbados aveva postato sul suo profilo di Instagram una foto dei due in studio di registrazione. Il remix è stato mandato alle radio americane e su iTunes il 3 giugno. Un fatto piuttosto insolito è stato che il remix abbia avuto più successo della versione. Questa anomalia è stata spiegata con la differenza di fama fra le due cantanti che hanno affiancato Wale, infatti il remix con Rihanna avuto buon successo negli Stati Uniti venendo certificato in poco tempo disco d'oro, arrivando quindi al mezzo milione di copie vendute. Il remix di Bad è inoltre il maggiore successo del rapper.

### Accoglienza
Secondo Rob Markman di MTV il remix ha del potenziale, elogiando la scelta di Wale di chiamare per un remix una cantante di impronta R&B come Rihanna invece di chiamare altri rapper come è solito fare per un remix rap. 
Questa nuova versione del brano ha inoltre ricordato  molto il duetto di Rihanna con Future nel suo album Unapologetic, la traccia Loveeeeeee Song.

### Date di pubblicazione
| Paese       | Data          | Formato           | Etichetta          |
| ----------- | ------------- | ----------------- | ------------------ |
| Stati Uniti | 3 giugno 2013 | Download digitale | Def Jam Recordings |

## Classifiche
| Classifica (2013)     | Posizione massima |
| --------------------- | ----------------- |
| Francia               | 141               |
| Regno Unito           | 112               |
| Stati Uniti           | 21                |
| Stati Uniti (Rap)     | 3                 |
| Stati Uniti (Hip-Hop) | 5                 |